# Åstjärnen (Åsarne socken, Jämtland)
Åstjärnen är en sjö i Bergs kommun i Jämtland och ingår i Ljungans huvudavrinningsområde. Sjön har en area på 0,135 kvadratkilometer och ligger 804,7 meter över havet. Sjön avvattnas av vattendraget Mjöingsbäcken.

## Delavrinningsområde
Åstjärnen ingår i det delavrinningsområde (695861-138273) som SMHI kallar för Utloppet av Åstjärnen. Medelhöjden är 838 meter över havet och ytan är 2,25 kvadratkilometer. Det finns inga avrinningsområden uppströms utan avrinningsområdet är högsta punkten. Mjöingsbäcken som avvattnar avrinningsområdet har biflödesordning 3, vilket innebär att vattnet flödar genom totalt 3 vattendrag innan det når havet efter 296 kilometer. Avrinningsområdet består mestadels av skog (90 procent). Avrinningsområdet har 0,13 kvadratkilometer vattenytor vilket ger det en sjöprocent på 5,9 procent.